# Bermudy na Letnich Igrzyskach Olimpijskich 1996
Bermudy na Letnich Igrzyskach Olimpijskich 1996 reprezentowało 9 zawodników, 7 mężczyzn i 2 kobiety.

## Skład reprezentacji

### Jeździectwo
Kobiety
- Suzanne Dunkley
  - Dresaż indywidualnie - 40. miejsce

### Lekkoatletyka
Mężczyźni
- DeVon Bean
  - Bieg na 100 m - odpadł w pierwszej rundzie eliminacyjnej

- Troy Douglas
  - Bieg na 200 m - odpadł w pierwszej rundzie eliminacyjnej
  - Bieg na 400 m - odpadł w pierwszej rundzie eliminacyjnej

- Brian Wellman
  - Trójskok - 6. miejsce

### Kolarstwo
Mężczyźni
- Elliot Hubbard
  - Wyścig indywidualny ze startu wspólnego - nie ukończył

### Żeglarstwo
Kobiety
- Paula Lewin
  - Klasa Europe - 14. miejsce

Mężczyźni
- Malcolm Smith
  - Klasa Open, Laser - 42. miejsce

- Peter Bromby i Lee White
  - Klasa Open, Star - 13. miejsce